# Neritos psammas
Neritos psammas är en fjärilsart som beskrevs av Rothschild 1910. Neritos psammas ingår i släktet Neritos och familjen björnspinnare. Inga underarter finns listade i Catalogue of Life.